# Campeonato Piauiense de Futebol de 2020
O Campeonato Piauiense de Futebol de 2020 foi a 80ª edição do campeonato estadual do Piauí. No total, o campeonato atribuiu duas vagas para a Copa do Brasil de 2021 e uma para a Copa do Nordeste de 2021, além de duas vaga para a Série D do Brasileiro de 2021. O torneio foi organizado pela Federação de Futebol do Piauí (FFP), teve início em 17 de janeiro. Em 17 de março, a Federação de Futebol do Piauí suspendeu o campeonato por tempo indeterminado devido à pandemia de COVID-19.e teve seu fim somente em 23 de dezembro,

## Fórmula de disputa
O Campeonato Piauiense de 2020 será disputado em apenas duas fases, sem ter semifinal, e terá início em 21 de janeiro e fim em 21 de abril. Na primeira fase, as oito equipes jogarão entre si em jogos de ida e volta no sistema de pontos corridos (fase classificatória). As duas equipes melhores colocadas na tabela avançarão às finais que serão disputadas em jogos de ida e volta, onde serão definidas as equipes campeã e vice-campeã do campeonato piauiense de futebol 2020.
O campeão e o vice ganharão vaga na Copa do Brasil de 2021. Somente o campeão disputará a Copa do Nordeste de 2021. Além disso, o campeão estadual e o vice também disputarão a Série D do Brasileiro de 2021.

## Equipes participantes

### Promovidos e rebaixados
| Pos. | Promovido da Segunda Divisão 2019 |
| ---- | --------------------------------- |
| 1º   | Picos                             |
| 2º   | Timon                             |

### Informações das equipes
| Aumento | Equipe promovida da Série A2 de 2019 |

| Equipe | Cidade     | Em 2019               | Estádio (mando)   | Capacidade | Títulos (último)    | Part. |
| --- | ---------- | --------------------- | ----------------- | ---------- | ------------------- | ----- |
| 4 de Julho Esporte Clube | Piripiri   | 3º (Primeira Divisão) | Arena Ytacoatyara | 8,500      | 3 (último em 2011)  | 30    |
| Associação Atlética de Altos | Altos      | 2º (Primeira Divisão) | Felipe Raulino    | 3,000      | 2 (último em 2018)  | 5     |
| Esporte Clube Flamengo | Teresina   | 5º (Primeira Divisão) | Albertão          | 44,200     | 17 (último em 2009) | 72    |
| Parnahyba Sport Club | Parnaíba   | 4º (Primeira Divisão) | Pedro Alelaf      | 4,700      | 13 (último em 2013) | ?     |
| Piauí Esporte Clube | Teresina   | 6º (Primeira Divisão) | Albertão          | 44,200     | 5 (último em 1985)  | 53    |
| Sociedade Esportiva Picos | Picos      | 1º (Segunda Divisão)  | Helvídio Nunes    | 5,400      | 4 (último em 1998)  | 27    |
| Ríver Atlético Clube | Teresina   | 1º (Primeira Divisão) | Albertão          | 44,200     | 31 (último em 2019) | 73    |
| Esporte Clube Timon | Timon (MA) | 2º (Segunda Divisão)  | Miguel Lima       | 2,500      | 0 (não possuí)      | 1     |
| Teresina Teresina: Flamengo Piauí River Altos Parnahyba EC Timon Picos 4 de JulhoLocalização dos participantes do Piauiense 2019. |            |                       |                   |            |                     |       |

## Primeira Fase

### Classificação
|  |                                      |
|  | Classificados para a Final           |
|  | Mantidos no Primeira Divisão de 2021 |
|  | Rebaixados para Série A2 de 2021     |

## Final

### Jogo de Ida
| Sábado, 19 de dezembro | 4 de Julho                               | 2 – 0 | Picos | Arena Ytacoatiara, Piripiri |
| 16:00                  | Dudu Beberibe 35' · Ítalo Pica-Pau 45+1' |       |       |                             |

### Jogo de Volta
| Terça-feira, 22 de dezembro | Picos                          | 3 – 1 | 4 de Julho   | Estádio Helvídio Nunes, Picos |
| 16:00                       | Rhuann 17' · Heitor 82', 90+4' |       | 46' Ted Love |                               |

|                           |       | Penalidades                                         |  |
| Jader Esdras Rhuann Heito | 2 – 4 | Ítalo Pica-Pau Ricardinho João Pedro Maycon Douglas |  |

### Premiação
| Campeão Piauiense 2020          |
| Piripiri                        |
| ------------------------------- |
| 4 de Julho Campeão (4.º título) |

## Artilharia
Atualizado em 26 de janeiro
| Gols | Jogador  | Time       |
| ---- | -------- | ---------- |
| 3    | Sassá    | Picos      |
| 5    | Ted Love | 4 de Julho |

## Públicos

### Média
As médias de público são calculadas manualmente, levando-se em conta o relatório oficial emitido pela FFP, disponíveis no site oficial.

Atualizado em 25 de janeiro
| Pos. | Time        | Média | Total | Mandos | Maior | Menor | Arrecadação  | Ticket Médio |
| ---- | ----------- | ----- | ----- | ------ | ----- | ----- | ------------ | ------------ |
| 1    | Picos       | 1 013 | 2 026 | 2      | 1 214 | 812   | R$ 23 070,00 | R$ 11,39     |
| 2    | Altos       | 459   | 459   | 1      | 459   | 459   | R$ 6 760,00  | R$ 14,73     |
| 3    | Timon-MA    | 372   | 372   | 1      | 372   | 372   | R$ 2 685,00  | R$ 7,22      |
| 4    | Flamengo-PI | 186   | 371   | 2      | 206   | 165   | R$ 5 620,00  | R$ 15,15     |
| 5    | Piauí       | 76    | 76    | 1      | 76    | 76    | R$ 2 040,00  | R$ 26,84     |
| 6    | 4 de Julho  | 0     | 0     | 0      | 0     | 0     | R$ 0,00      | R$ 0,00      |
| 7    | River-PI    | 0     | 0     | 0      | 0     | 0     | R$ 0,00      | R$ 0,00      |
| 8    | Parnahyba   | 0     | 0     | 0      | 0     | 0     | R$ 0,00      | R$ 0,00      |

## Técnicos
| Equipe     | Técnico                                            |
| ---------- | -------------------------------------------------- |
| 4 de Julho | Emanoel Sacramento (1ª—)                           |
| Altos      | Fernando Tonet (1ª—)                               |
| Flamengo   | Paulo Moroni (1ª—)                                 |
| Parnahyba  | Wallace Lemos (1ª—)                                |
| Piauí      | Kennedy Gomes (1ª—)                                |
| Picos      | Adelmo Soares (1ª—)                                |
| River      | Márcio Goiano (1ª—3ª) Marcelo Vilar (4ª—7ª)        |
| Timon      | Nivaldo Lancuna (1ª—4ª) Luís Miguel Oliveira (5ª—) |

### Mudança de Técnicos
| Clube    | Antecessor      | Motivo   | Data            | Última partida         | Rod | Pos | Sucessor             | Ref.        |
| -------- | --------------- | -------- | --------------- | ---------------------- | --- | --- | -------------------- | ----------- |
| River-PI | Márcio Goiano   | Demitido | 30 de janeiro   | Parnahyba 1-0 River-PI | 3ª  | 7°  | Marcelo Vilar        | [ 3 ] [ 4 ] |
| Timon    | Nivaldo Lancuna | Demitido | 10 de fevereiro | Parnahyba 1-0 Timon    | 4ª  | 8°  | Luís Miguel Oliveira | [ 5 ]       |
| River-PI | Marcelo Vilar   | Demitido | 9 de março      | Altos 1-0 River-PI     | 5ª  | 6°  |                      | [ 6 ]       |

## Classificação Geral
A classificação geral dá prioridade ao time que avançou mais fases, e ao campeão, ainda que tenham menor pontuação. Segundo o art. 20 do Regulamento, as partidas da Primeira Fase são desconsideradas para definir a classificação geral, exceto no caso das equipes rebaixadas.